# Nesidiochernes
Genre
Nesidiochernes est un genre de pseudoscorpions de la famille des Chernetidae.

## Distribution
Les espèces de ce genre se rencontrent en Océanie.

## Liste des espèces
Selon Pseudoscorpions of the World (version 3.0) :
- Nesidiochernes australicus Beier, 1966
- Nesidiochernes caledonicus Beier, 1964
- Nesidiochernes carolinensis Beier, 1957
- Nesidiochernes insociabilis Beier, 1957
- Nesidiochernes kuscheli Beier, 1976
- Nesidiochernes maculatus Beier, 1957
- Nesidiochernes novaeguineae Beier, 1965
- Nesidiochernes palauensis Beier, 1957
- Nesidiochernes plurisetosus Beier, 1965
- Nesidiochernes robustus Beier, 1957
- Nesidiochernes scutulatus Beier, 1969
- Nesidiochernes slateri Beier, 1975
- Nesidiochernes tumidimanus Beier, 1957
- Nesidiochernes zealandicus Beier, 1966

et décrite depuis : 
- Nesidiochernes fissuricola Curran & Harvey, 2024

## Systématique et taxinomie
Ce genre a été décrit par Beier en 1957 dans les Chernetidae.

## Publication originale
- Beier, 1957 : « Pseudoscorpionida. » Insects of Micronesia, vol. 3, p. 1-64 (texte intégral).